# オープンレース
オープンレースとは、オートレースの競走（レース）の一つで、全選手に同じハンデキャップ（ハンデ）を課し発走する競走のことである。オープン戦とも呼ばれる。
実力伯仲の選手達が立ち並ぶビッグレースの決勝戦で多く見られる競走形態であり、スタートの巧拙が勝負の分かれ目といえる。本来は0メートル線からスタートするが、近年では10メートル線に全車並んで発走する10メートルオープンも行われている。10メートルオープンの場合、ハンデ線の角度の関係で、外枠に並ぶ選手ほどハンデが若干きつくなると言える。
0メートルのオープン戦の場合、内寄りにあたる1号車や2号車はスタート後外枠の選手に包まれやすい。また、7号車や8号車といった外枠はスタートが切れないと置いていかれてしまう。従って、最も有利なのは3号車から6号車といった、センター枠であると言える。SG競走の優勝戦では多くの場合、枠順は抽選（予備抽選で本抽選時に籤を引く順を決め、本抽選で枠順を決定する）で決定されるが、この場合は4号車が争奪戦となる事が多く、島田信廣（引退、元船橋オートレース場所属）のように4号車を特に好む選手も多く存在する。